# Марінетт (округ, Вісконсин)
Шаблон:StateAbbr_ 45°20′ пн. ш. 88°00′ зх. д. / 45.34° пн. ш. 88° зх. д.
 Марінетт (англ. Marinette County) — округ (графство) у штаті Вісконсин. Ідентифікатор округу 55075.

## Історія
Округ утворений 1879 року.

## Демографія
За даними перепису 
2000 року 
загальне населення округу становило 43384 осіб, зокрема міського населення було 17425, а сільського — 25959.
Серед них чоловіків — 21415, а жінок — 21969. В окрузі було 17585 домогосподарств, 11840 родин, які мешкали в 26260 будинках.
Середній розмір родини становив 2,92.
Віковий розподіл населення поданий у таблиці:
| Стать    | До 15 років | 15-21 | 22-29 | 30-39 | 40-49 | 50-65 | 65-85 | Понад 85 |
| -------- | ----------- | ----- | ----- | ----- | ----- | ----- | ----- | -------- |
| Чоловіки | 4184        | 2279  | 1548  | 2798  | 3528  | 3814  | 2921  | 343      |
| Жінки    | 3966        | 2160  | 1521  | 2887  | 3325  | 3747  | 3547  | 816      |

## Суміжні округи
- Дікінсон, Мічиган — північ
- Меноміні, Мічиган — північний схід
- Оконто — південний захід
- Форест — захід
- Флоренс — північний захід

## Виноски
1. ↑  U.S. Decennial Census. United States Census Bureau. Архів оригіналу за 19 липня 2018. Процитовано 6 серпня 2015.
2. ↑  Historical Census Browser. University of Virginia Library. Архів оригіналу за 11 серпня 2012. Процитовано 6 серпня 2015.
3. ↑  Forstall, Richard L., ред. (27 березня 1995). Population of Counties by Decennial Census: 1900 to 1990. United States Census Bureau. Архів оригіналу за 18 липня 2015. Процитовано 6 серпня 2015.
4. ↑  Census 2000 PHC-T-4. Ranking Tables for Counties: 1990 and 2000 (PDF). United States Census Bureau. 2 квітня 2001. Архів оригіналу (PDF) за 18 грудня 2014. Процитовано 6 серпня 2015.
5. ↑  State & County QuickFacts. United States Census Bureau. Архів оригіналу за 6 червня 2011. Процитовано 22 січня 2014.(англ.) Наведено за англійською вікіпедією.
6. ↑  American FactFinder. Бюро перепису населення США. Архів оригіналу за 26 лютого 2012. Процитовано 31 січня 2008.

| США | Це незавершена стаття з географії США. Ви можете допомогти проєкту, виправивши або дописавши її. |